# Sint-Amanduskerk (Wezeren)

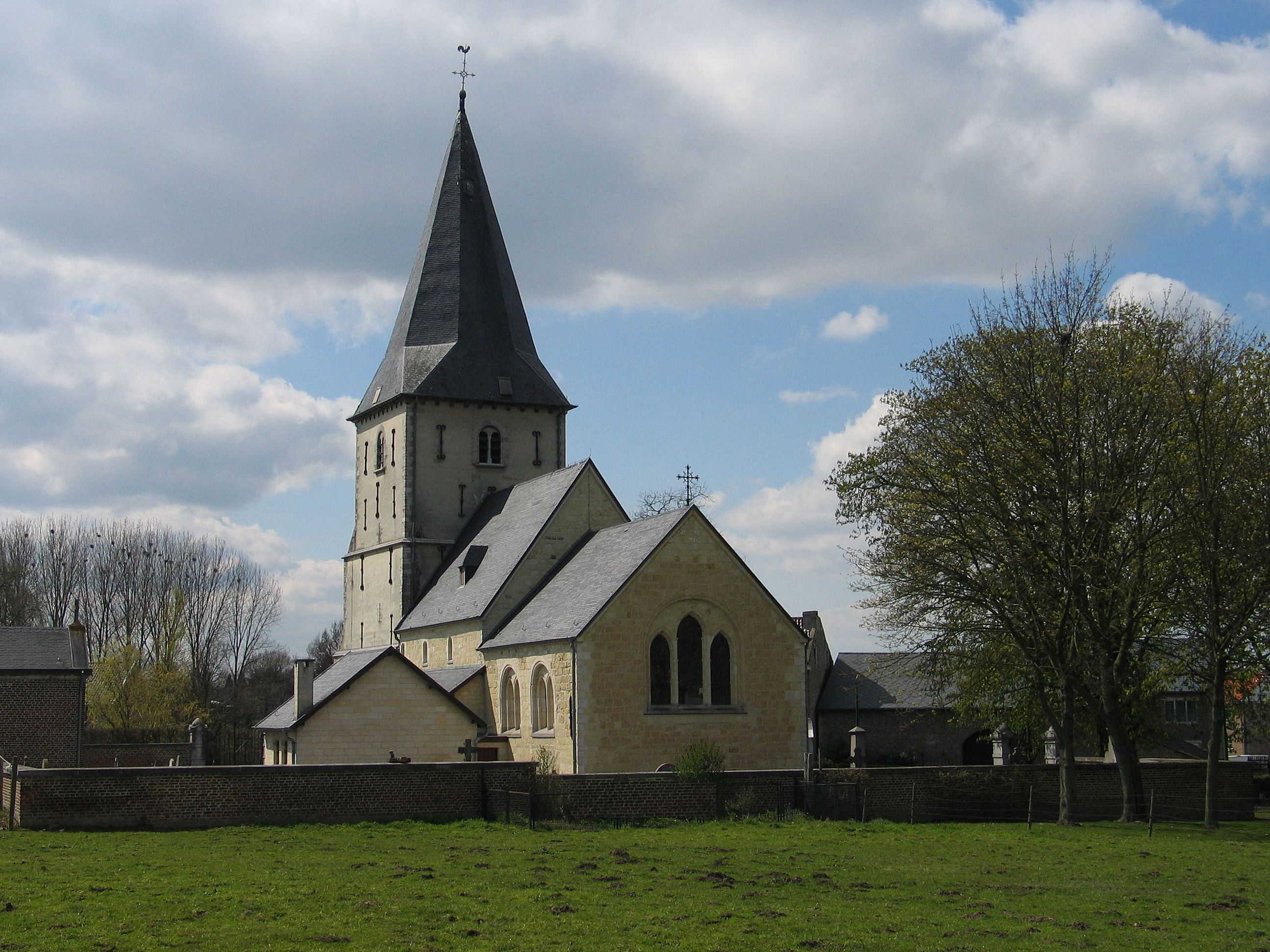
Sint-Amanduskerk in Wezeren.

De Sint-Amanduskerk in Wezeren is een zeldzaam voorbeeld van de romaans-gotische overgangsstijl.

## Geschiedenis
De kerk zou in het begin van de 13e eeuw zijn gebouwd. Ze werd opgetrokken tegen een verdedigingstoren (nu de toren van de kerk) die in opdracht van hertog Hendrik I van Brabant was gebouwd. Wezeren lag op de grens tussen het hertogdom Brabant en het prinsbisdom Luik. In hun onderlinge strijd leverden de hertog en de prins-bisschop in 1213 een gevecht op ongeveer 2 km afstand van de kerk dat we nu kennen als de Slag van Steps.
De toren was vanaf het gelijkvloers niet bereikbaar. Bij oorlogsgevaar bereikten de verdedigers de eerste verdieping via een ladder en een deurtje dat nu toegang geeft tot het doksaal (oksaal). Dan leidde een stenen trap (61 cm breed) naar boven, in de muur uitgespaard zodat er slechts één persoon tegelijk door kan.
Het doksaal werd in 1759 gebouwd; de kerkbanken zijn van 1774.
In 1981 werd de toren grondig hersteld, niet met de originele stenen uit Lijsem maar met maaskalksteen. De laatste restauratie van de kerk gebeurde in 1994-1995. Ze werd op 5 november 1995 heropend en ingezegend door kardinaal Godfried Danneels.

## Bezienswaardigheden
- een altaar, volgens de experten uit de tijd van de Merovingen (7e eeuw) of zuiver romaans. Het is een monoliet met elf nissen met rozetten in de bovenste laag. Deze rozetten zouden afkomstig zijn uit het praalgraf van Pepijn van Landen (zie lager). Experten vermoeden dat ze bij de restauratie van het altaar in 1551 van de kerk van het Gitterdal in Landen naar hier werden overgebracht. Bij de herinwijding van het altaar werd dit immers opgedragen aan Amandus en Gertrudis. De rozetten zijn symbolen van het goddelijke, het koninklijke en het heilige en kwamen voor op grafmonumenten van de eerste eeuwen.
- een doopvont uit blauwe steen van Hoei
- een koperen lezenaar en paaskaarshouder uit de 17e eeuw
- een piëta van een anoniem kunstenaar, uit de 16e eeuw
- een bronzen schrijn uit 2005 met relikwieën van Amandus, Gertrudis, Begga, Bavo, Aldegondis en het heilig kruis. Op het schrijn zijn Pepijn van Landen en zijn echtgenote Ida van Nijvel afgebeeld. Het zijn de ouders van Gertrudis, Bavo en Begga. Amandus was de raadsman van Ida van Nijvel.

## Galerij

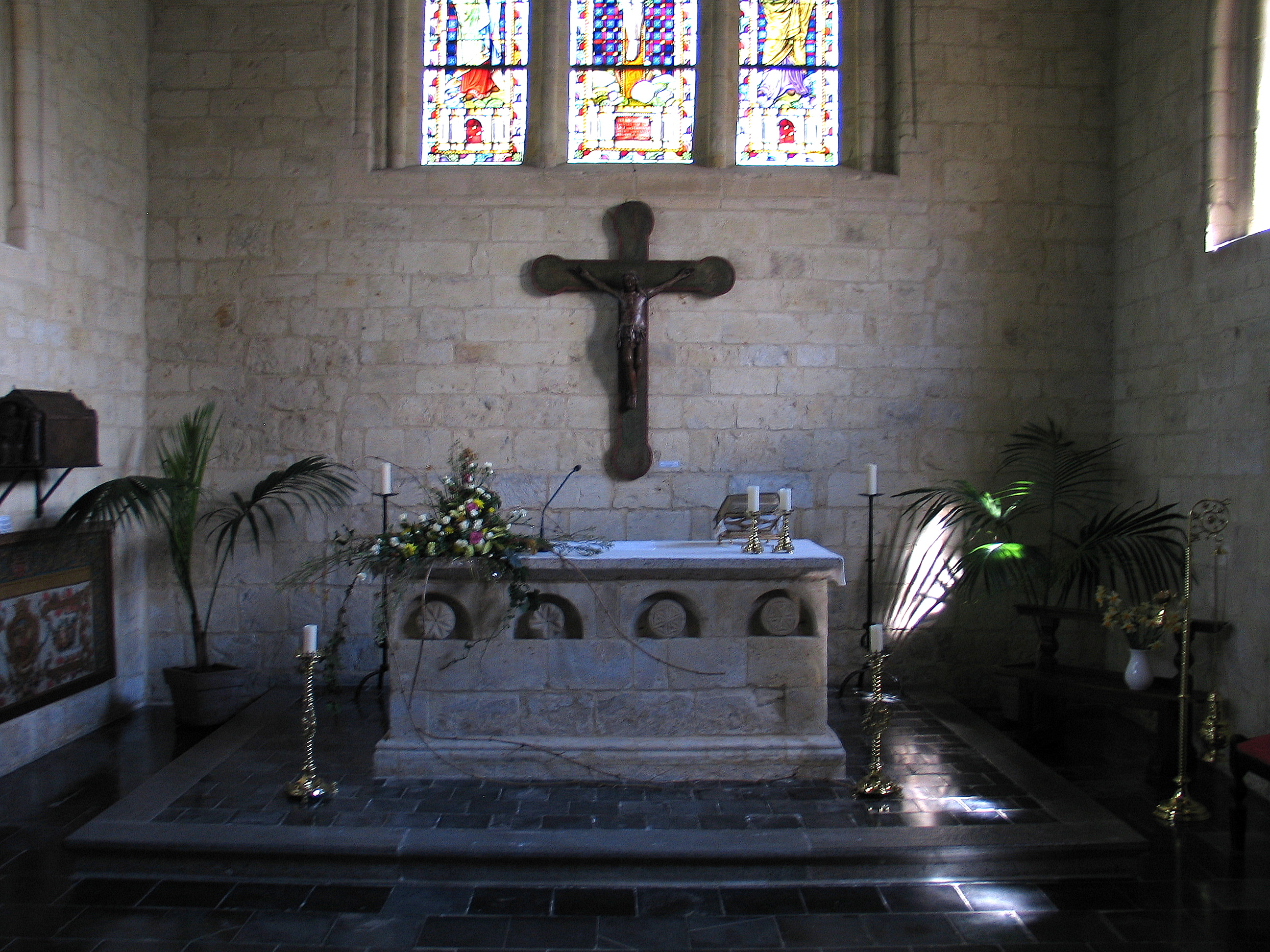
Koor en altaar
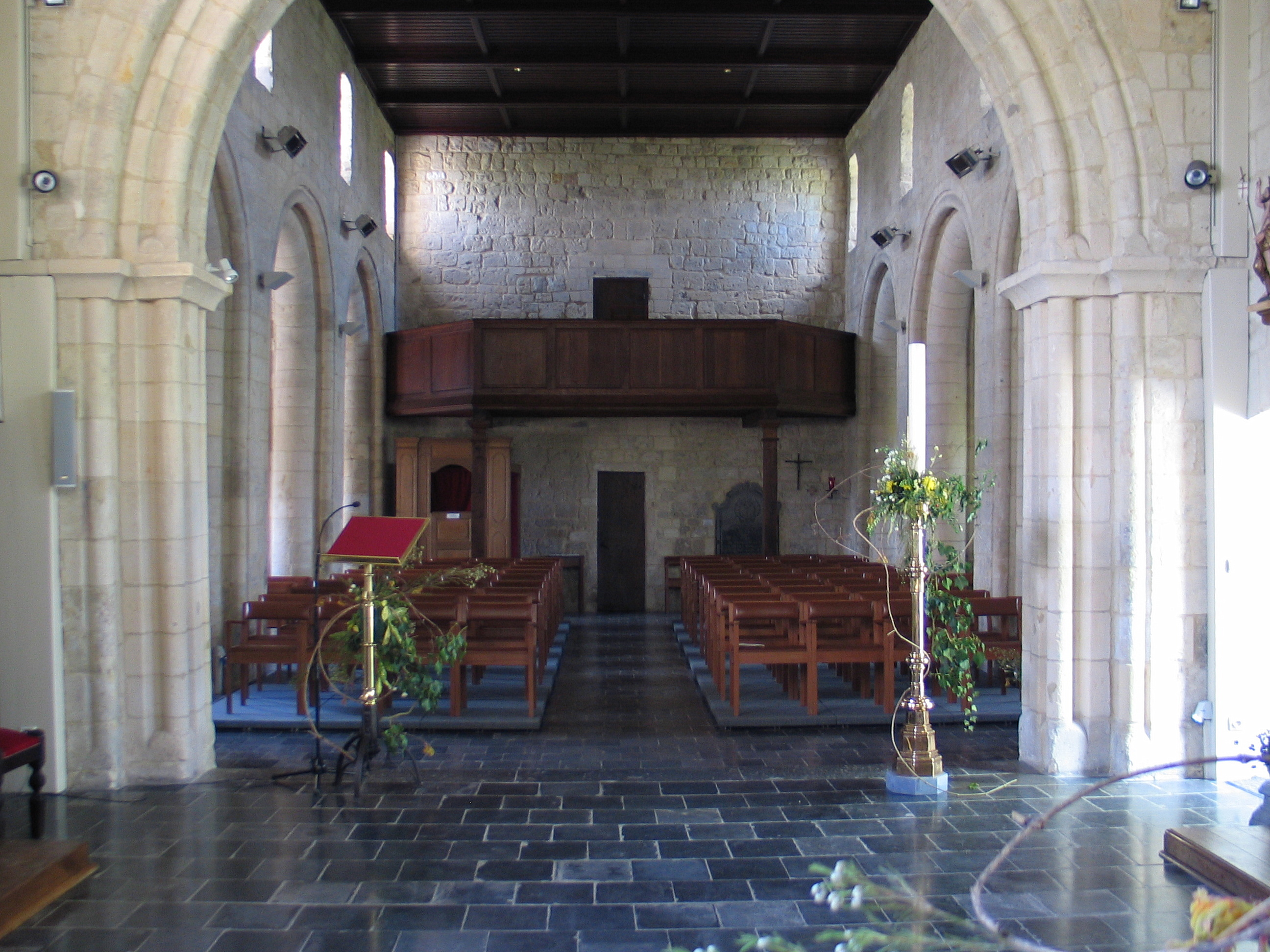
Schip en doksaal
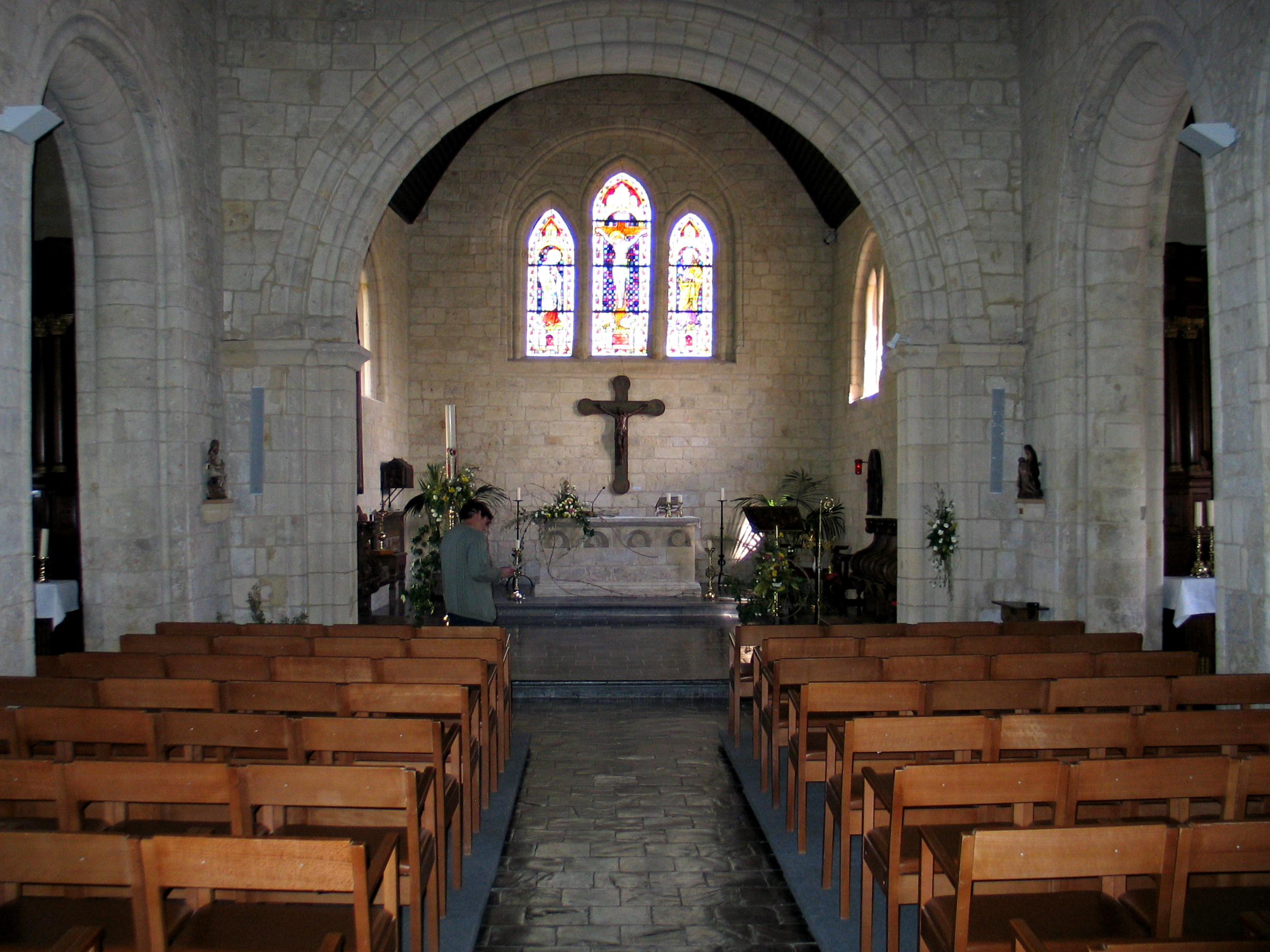
Interieur van de kerk
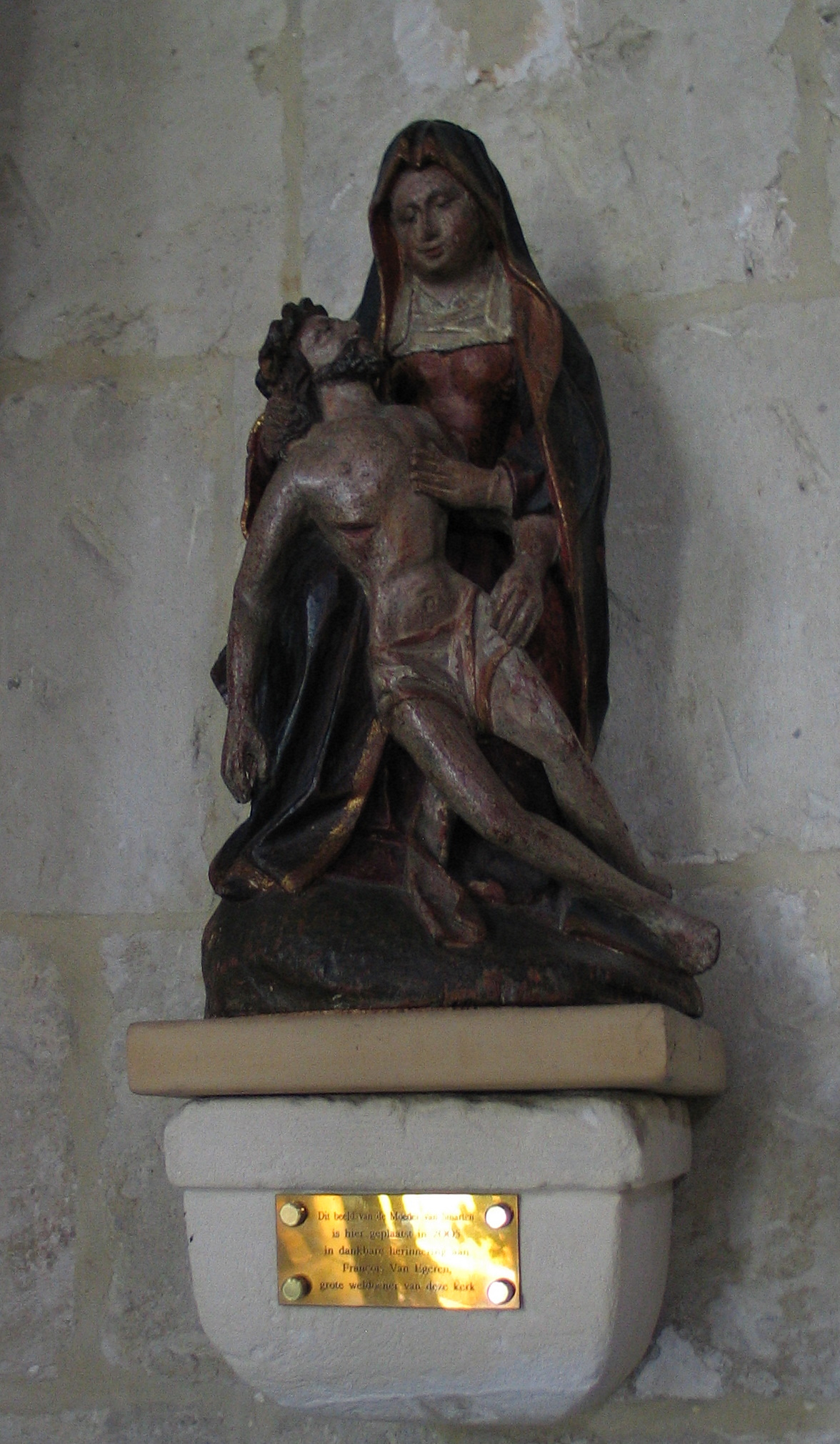
De Piëta
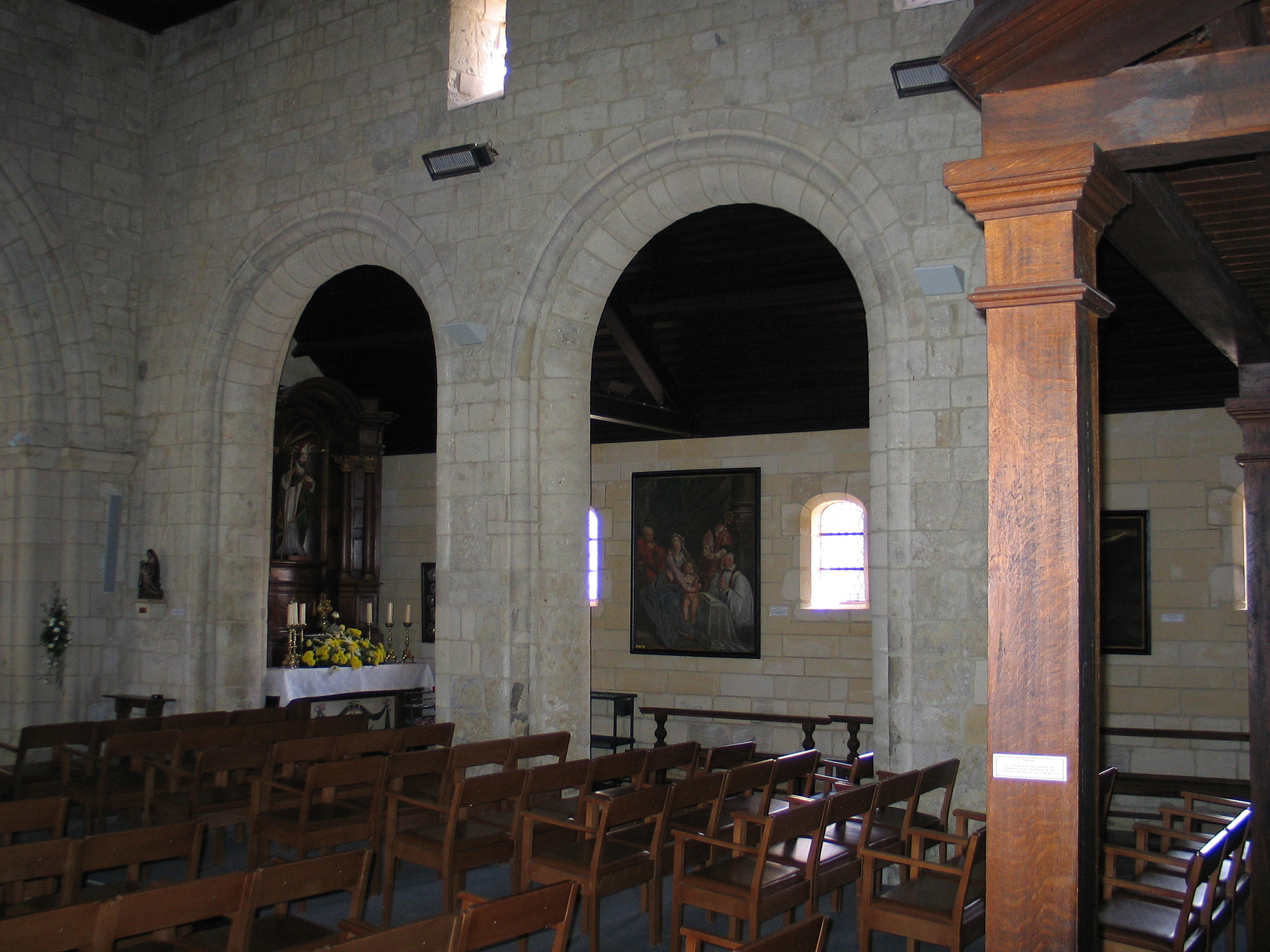
Zijaltaar toegewijd aan de H. Amandus in de rechterzijbeuk
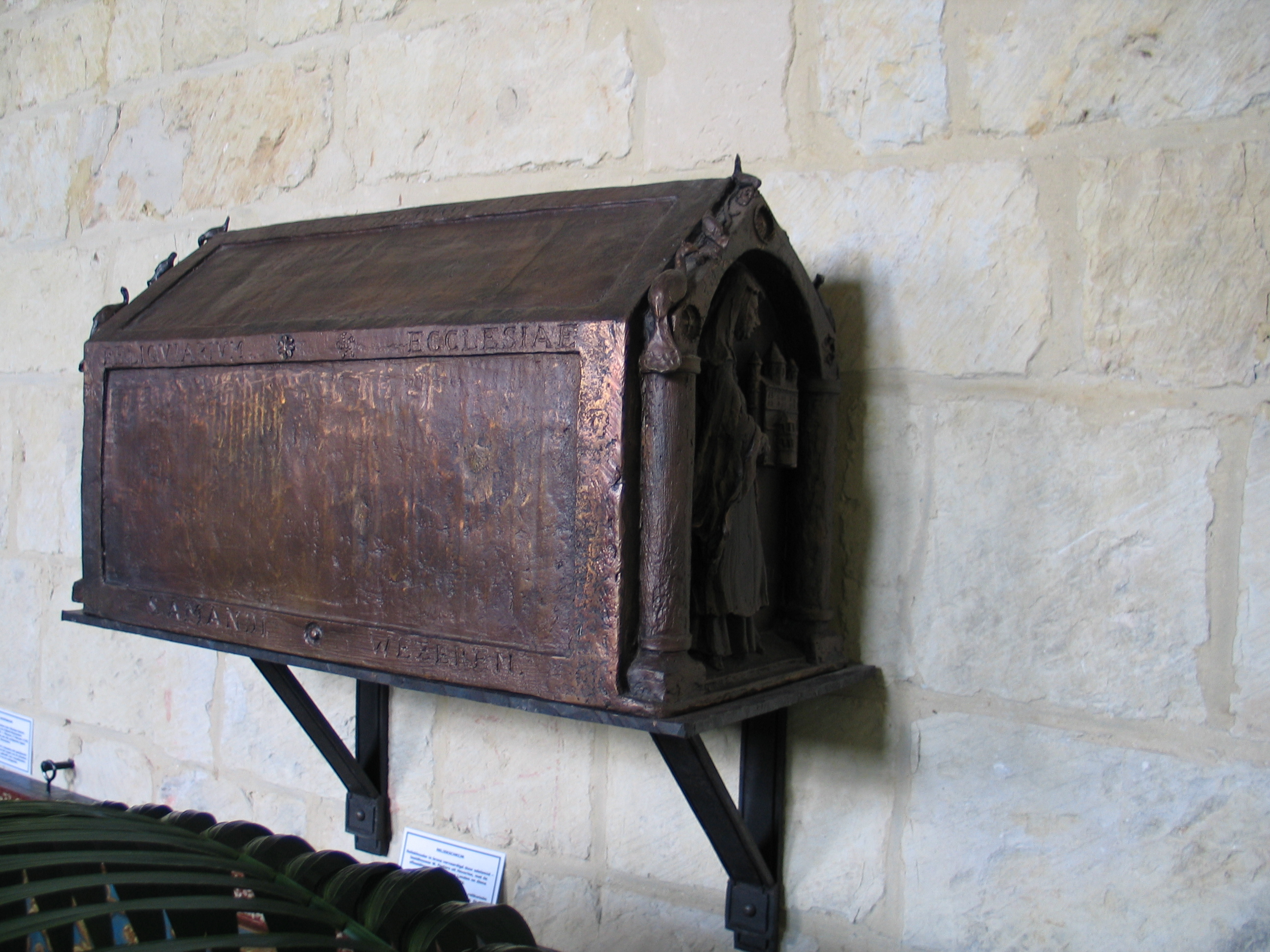
Schrijn
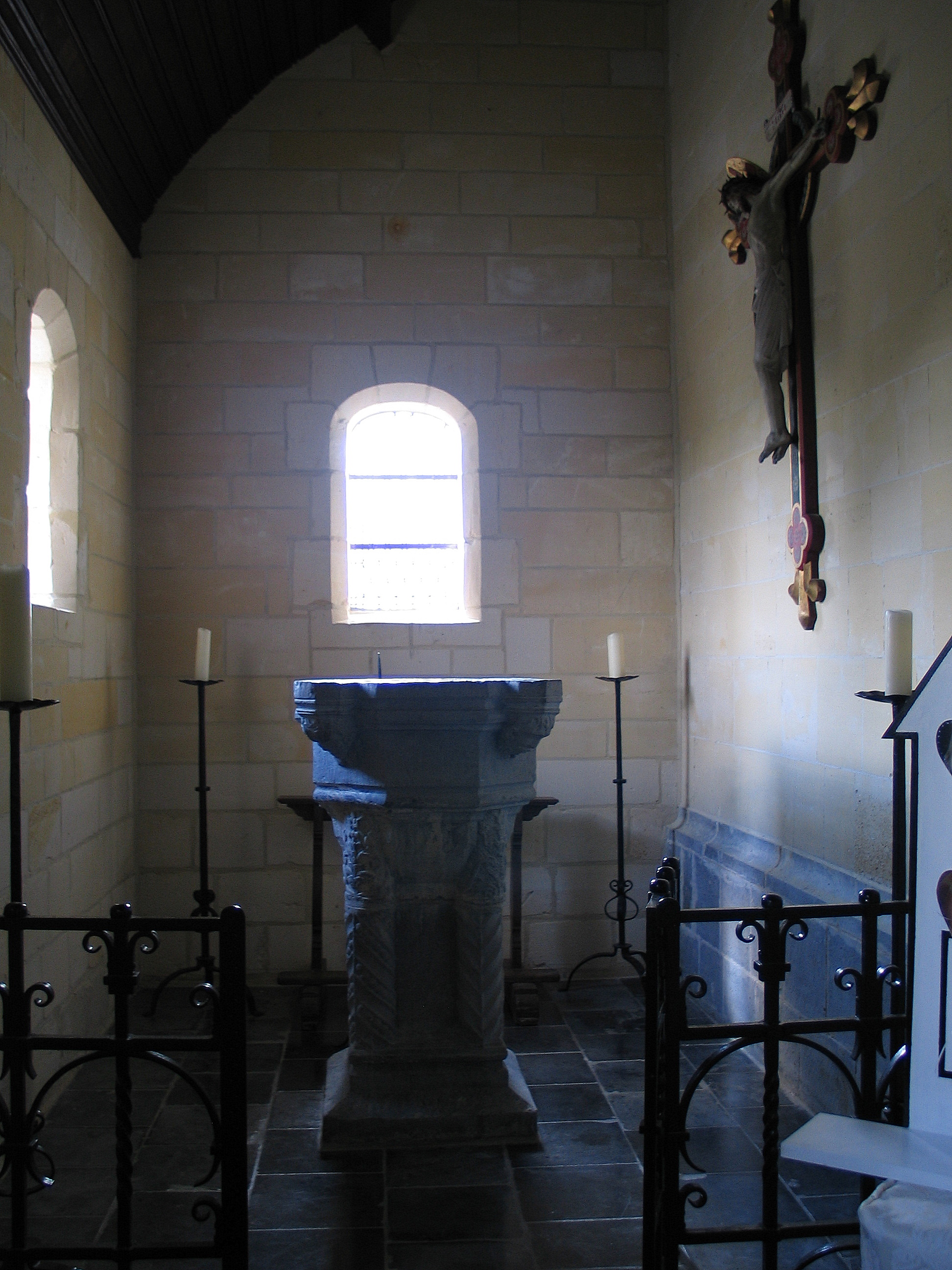
De doopvont